# Maurizio Ferrini
Maurizio Ferrini (Cesena, Itália, 12 de abril de 1953) é um humorista, escritor, e ator italiano.

## Biografia
Maurizio Ferrini nasceu em Cesena (Riviera Romanhola) em 12 de abril de 1953. Começou a trabalhar na televisão, no programa Quelli della Notte, em 1985, e ficou conhecido logo pela sua gíria "Non capisco, ma mi adeguo..." (Não entendo, mas compartilho...).
O successo, para ele, chegou no começo dos anos 90 com o programa Domenica In, com Dona Ema Coriandoli, uma personagem travesti, figura que gozava das donas de casa da Itália da classe média. Entre os anos 80 e os anos 90 participou em muitos filmes populares que lhe deram mais sucesso ainda.
Depois de um tempo em que se afastou da carreira artística, em 2005 participou no reality show Lisola dei famosi (A ilha dos famosos), onde ele se manifestou ao público a sua vontade de retomar a sua carreira.
Em 2007 participou na séria televisiva Ma chi l'avrebbe mai detto, onde trabalhou com Ornella Muti e Katia Ricciarelli.

## Filmografia parcial
- Il commissario Lo Gatto, direção de Dino Risi (1986)
- Animali metropolitani, direção de Steno (1987)
- Compagni di scuola, direção de Carlo Verdone (1988)
- Saremo felici, direção de Gianfranco Lazotti (1989)
- Sognando la California, direção de Carlo Vanzina (1992)

## Televisão
- 1985 - Quelli della Notte, direção de Renzo Arbore
- Anos 90 - Domenica In
- 1990 – 1993 Striscia la notizia, com Sergio Vastano
- 2006 - Suonare Stella, direção de Gian Carlo Nicotra
- 2007 - Ma chi l'avrebbe mai detto, com Ornella Muti e Katia Ricciarelli

## Publicações
- L’ultimo comunista, Arnoldo Mondadori Editore – 1992;
- È permesso, (escrito com  o pseudonimo de Emma Coriandoli) Arnoldo Mondadori Editore – 1993